# BNP Paribas Open 2020
BNP Paribas Open 2020 var en tennisturnering, der skulle have været spillet udendørs på hardcourt-baner af typen Plexipave i Indian Wells Tennis Garden i Indian Wells, Californien, USA i perioden 10. - 22. marts 2020. Rækkerne i herresingle og herredouble var kategoriseret som ATP World Tour Masters 1000 på ATP World Tour 2020, og turneringen var sæsonen første Masters 1000-turnering. Kvindernes del af turneringen, damesingle og damedouble, var en del af WTA Tour 2020, hvor det var sæsonens første turnering i kategorien WTA Premier Mandatory.
Den 8. marts 2020 meddelte arrangørerne imidlertid, at turneringen var blevet aflyst på grund af bekymring for folkesundheden ved afholdelse af så stort et arrangement, efter at der var blevet konstateret et bekræftet tilfælde af COVID-19 i området. Folkesundbedsinstituttet i Riverside County havde tidligere samme dag erklæret en såkaldt "public health emergency" for Coachella Valley, herunder byen Indian Wells, hvor turneringen skulle afvikles. Og efter rådgivning fra sundhedseksperter, Center for Disease Control og staten Californien valgte arrangørerne at aflyse turneringen af hensyn til spillernes, tilskuerne, personalet og de frivilliges sikkerhed. Muligheden for at afvikle turneringen uden tilskuere var blevet overvejet men afvist af arrangørerne. Ifølge ATP Tour og WTA Tour er afholdelsen af turneringen dog kun "udsat", og arrangørerne har tilbudt at afvikle den på et senere tidspunkt.